# 황인주
황인주(1987년 10월 5일 ~ )은 대한민국의 가수이다.  2008년 MBC 합창단에서 활동했으며 남진, 주현미, 현철, 조항조 등의 콘서트에서 코러스 세션으로 활약했다. 2014년 트로트 걸그룹 '레이디티'의 초대 멤버이면서 2023년 현재 7기 까지 활동을 이어오고 있으며 현재 팀 리더를 맡고 있다.

## 데뷔
- 2014년 7월 9일 '레이디티'의 싱글 《땡그랑》으로 데뷔했다.

## 학력
- 무학초등학교 졸업
- 마산여자중학교 졸업
- 합포고등학교 졸업[1]
- 2008년 여주대학교 실용음악학과(보컬 전공) 졸업

## 경력
- 2008년 MBC 합창단

## 기타
- 신체 : 키 173cm

1. ↑  2023.08.26. 마산어시장축제 공연에서 언급